# Lettonia ai XXIV Giochi olimpici invernali
La Lettonia ha partecipato ai XXIV Giochi olimpici invernali, che si sono svolti dal 4 al 20 febbraio 2022 a Pechino in Cina, con una delegazione composta da 61 atleti. Portabandiera della squadra nel corso della cerimonia di apertura sono stati l'hockeista su ghiaccio Lauris Dārziņš e la slittinista Elīza Tīruma.

## Delegazione
| Sport                   | Uomini | Donne | Totale |
| ----------------------- | ------ | ----- | ------ |
| Biathlon                | 0      | 1     | 1      |
| Bob                     | 5      | 0     | 5      |
| Combinata nordica       | 1      | 0     | 1      |
| Hockey su ghiaccio      | 28     | 0     | 28     |
| Pattinaggio di figura   | 1      | 0     | 1      |
| Pattinaggio di velocità | 1      | 0     | 1      |
| Sci alpino              | 1      | 1     | 2      |
| Sci di fondo            | 2      | 5     | 7      |
| Short track             | 2      | 0     | 2      |
| Skeleton                | 2      | 1     | 3      |
| Slittino                | 7      | 3     | 10     |
| Totale                  | 50     | 11    | 61     |

## Medaglie

### Medagliere per discipline
| Sport    | Oro | Argento | Bronzo | Totale |
| -------- | --- | ------- | ------ | ------ |
| Slittino | 0   | 0       | 1      | 1      |
| Totale   | 0   | 0       | 1      | 1      |

### Medaglie di bronzo
| Medaglia | Nome                                                      | Sport    | Evento         |
| -------- | --------------------------------------------------------- | -------- | -------------- |
| Bronzo   | Elīza Tīruma Kristers Aparjods Mārtiņš Bots Roberts Plūme | Slittino | Gara a squadre |

## Biathlon
| Atleta        | Evento                       | Tempo   | Errori      | Posizione |
| ------------- | ---------------------------- | ------- | ----------- | --------- |
| Baiba Bendika | 7,5 km sprint femminile      | 23'20"7 | 3 (1+2)     | 50ª       |
| Baiba Bendika | 10 km inseguimento femminile | 41'11"9 | 6 (2+1+2+1) | 48ª       |
| Baiba Bendika | 15 km individuale femminile  | 51'10"3 | 6 (1+3+0+2) | 58ª       |

## Bob

### Uomini
| Atleta                                                      | Evento        | 1ª manche | 1ª manche | 2ª manche | 2ª manche | 3ª manche | 3ª manche | 4ª manche | 4ª manche | Totale  | Totale |
| Atleta                                                      | Evento        | Tempo     | Pos.      | Tempo     | Pos.      | Tempo     | Pos.      | Tempo     | Pos.      | Tempo   | Pos.   |
| ----------------------------------------------------------- | ------------- | --------- | --------- | --------- | --------- | --------- | --------- | --------- | --------- | ------- | ------ |
| Oskars Ķibermanis Matīss Miknis                             | Bob a due     | 59"65     | 10ª       | 59"94     | 7ª        | 59"82     | 10ª       | 59"93     | 5ª        | 3'59"34 | 9ª     |
| Emīls Cipulis Edgars Nemme                                  | Bob a due     | 1'00"00   | 18ª       | 1'00"24   | 16ª       | 1'00"20   | 16ª       | 1'00"46   | 18ª       | 4'00"90 | 17ª    |
| Oskars Ķibermanis Dāvis Spriņģis Matīss Miknis Edgars Nemme | Bob a quattro | 58"70     | 7ª        | 58"86     | 2ª        | 58"41     | 4ª        | 59"30     | =5ª       | 3'55"27 | 5ª     |

## Combinata nordica
| Atleta              | Evento             | Salto     | Salto | Salto     | Fondo           | Fondo            | Posizione       |
| Atleta              | Evento             | Lunghezza | Punti | Posizione | Tempo           | Tempo + distacco | Posizione       |
| ------------------- | ------------------ | --------- | ----- | --------- | --------------- | ---------------- | --------------- |
| Markuss Vinogradovs | Trampolino normale | 72,0 m    | 55,0  | 43º       | 29'22"4         | 34'34"4          | 44º             |
| Markuss Vinogradovs | Trampolino lungo   | 88,0 m    | 30,9  | 47º       | Non qualificato | Non qualificato  | Non qualificato |

## Hockey su ghiaccio
| Squadra            | Torneo   | Girone               | Girone               | Girone               | Girone | Playoff              | Quarti               | Semifinali           | Finale               | Pos. |
| Squadra            | Torneo   | Avversario Punteggio | Avversario Punteggio | Avversario Punteggio | Pos.   | Avversario Punteggio | Avversario Punteggio | Avversario Punteggio | Avversario Punteggio | Pos. |
| ------------------ | -------- | -------------------- | -------------------- | -------------------- | ------ | -------------------- | -------------------- | -------------------- | -------------------- | ---- |
| Nazionale maschile | Maschile | Svezia P 2–3         | Finlandia P 1–3      | Slovacchia P 2–5     | 4ª     | Danimarca P 2–3      | Non qualificata      | Non qualificata      | Non qualificata      | 11ª  |

## Pattinaggio di figura
| Atleta           | Evento   | Programma corto | Programma corto | Programma libero | Programma libero | Totale | Totale    |
| Atleta           | Evento   | Punti           | Posizione       | Punti            | Posizione        | Punti  | Posizione |
| ---------------- | -------- | --------------- | --------------- | ---------------- | ---------------- | ------ | --------- |
| Deniss Vasiļjevs | Maschile | 85,30           | 16º Q           | 167,41           | 12º              | 252,71 | 13º       |

## Pattinaggio di velocità
| Atleta         | Evento          | Tempo   | Posizione |
| -------------- | --------------- | ------- | --------- |
| Haralds Silovs | 1500 m maschile | 1'48"24 | 24º       |

Mass start
| Atleta         | Evento              | Semifinale | Semifinale | Semifinale | Finale          | Finale          | Finale    |
| Atleta         | Evento              | Punti      | Tempo      | Posizione  | Punti           | Tempo           | Posizione |
| -------------- | ------------------- | ---------- | ---------- | ---------- | --------------- | --------------- | --------- |
| Haralds Silovs | Mass start maschile | 3          | 7'59"50    | 9º         | Non qualificato | Non qualificato | 17º       |

## Sci alpino
| Atleta                | Evento                    | Tempo     | Tempo           | Tempo           | Posizione       |
| Atleta                | Evento                    | 1ª manche | 2ª manche       | Totale          | Posizione       |
| --------------------- | ------------------------- | --------- | --------------- | --------------- | --------------- |
| Miks Edgars Zvejnieks | Slalom speciale maschile  | DNF       | Non qualificato | Non qualificato | Non qualificato |
| Miks Edgars Zvejnieks | Slalom gigante maschile   | 1'09"59   | 1'13"04         | 2'22"63         | 26º             |
| Liene Bondare         | Slalom speciale femminile | 1'00"45   | DNF             | DNF             | DNF             |

## Sci di fondo

### Uomini
Distanza
| Atleta          | Evento                 | Tecnica classica | Tecnica classica | Tecnica libera | Tecnica libera | Totale    | Totale   | Totale    |
| Atleta          | Evento                 | Tempo            | Posizione        | Tempo          | Posizione      | Tempo     | Distacco | Posizione |
| --------------- | ---------------------- | ---------------- | ---------------- | -------------- | -------------- | --------- | -------- | --------- |
| Roberts Slotiņš | 15 km tecnica classica | N.D.             | N.D.             | N.D.           | N.D.           | 44'44"8   | +6'50"0  | 74º       |
| Raimo Vīgants   | 15 km tecnica classica | N.D.             | N.D.             | N.D.           | N.D.           | 43'10"9   | +5'16"1  | 62º       |
| Raimo Vīgants   | Skiathlon              | 44'05"9          | 50º              | LAP            | LAP            | LAP       | LAP      | 51º       |
| Roberts Slotiņš | 50 km tecnica libera   | N.D.             | N.D.             | N.D.           | N.D.           | 1h24'46"4 | +13'13"7 | 54º       |
| Raimo Vīgants   | 50 km tecnica libera   | N.D.             | N.D.             | N.D.           | N.D.           | 1h18'55"2 | +7'22"5  | 44º       |

Sprint
| Atleta                        | Evento           | Qualificazioni | Qualificazioni | Quarti di finale | Quarti di finale | Semifinali      | Semifinali      | Finale          | Finale          |
| Atleta                        | Evento           | Tempo          | Pos.           | Tempo            | Pos.             | Tempo           | Pos.            | Tempo           | Pos.            |
| ----------------------------- | ---------------- | -------------- | -------------- | ---------------- | ---------------- | --------------- | --------------- | --------------- | --------------- |
| Roberts Slotiņš               | Sprint           | 3'07"41        | 70º            | Non qualificato  | Non qualificato  | Non qualificato | Non qualificato | Non qualificato | Non qualificato |
| Raimo Vīgants                 | Sprint           | 2'53"98        | 28º Q          | 3'06"63          | 4º               | Non qualificato | Non qualificato | Non qualificato | Non qualificato |
| Roberts Slotiņš Raimo Vīgants | Sprint a squadre | N.D.           | N.D.           | N.D.             | N.D.             | 21'06"82        | 11ª             | Non qualificati | 21ª             |

### Donne
Distanza
| Atleta                                                      | Evento                 | Tecnica classica | Tecnica classica | Tecnica libera | Tecnica libera | Totale    | Totale   | Totale    |     |
| Atleta                                                      | Evento                 | Tempo            | Posizione        | Tempo          | Posizione      | Tempo     | Distacco | Posizione |     |
| ----------------------------------------------------------- | ---------------------- | ---------------- | ---------------- | -------------- | -------------- | --------- | -------- | --------- | --- |
| Kitija Auziņa                                               | 10 km tecnica classica | N.D.             | N.D.             | N.D.           | N.D.           | 33'26"3   | +5'20"0  | 68ª       |     |
| Patrīcija Eiduka                                            | 10 km tecnica classica | N.D.             | N.D.             | N.D.           | N.D.           | 30'34"7   | +2'28"4  | 23ª       |     |
| Samanta Krampe                                              | 10 km tecnica classica | N.D.             | N.D.             | N.D.           | N.D.           | 39'34"2   | +11'27"9 | 93ª       |     |
| Estere Volfa                                                | 10 km tecnica classica | N.D.             | N.D.             | N.D.           | N.D.           | 36'36"9   | +8'30"6  | 84ª       |     |
| Patrīcija Eiduka                                            | Skiathlon              | DNS              | DNS              | DNS            | DNS            | DNS       | DNS      | DNS       | DNS |
| Baiba Bendika                                               | 30 km tecnica libera   | N.D.             | N.D.             | N.D.           | N.D.           | 1h33'37"8 | +8'43"8  | 31ª       |     |
| Patrīcija Eiduka                                            | 30 km tecnica libera   | N.D.             | N.D.             | N.D.           | N.D.           | 1h33'51"2 | +8'57"2  | 32ª       |     |
| Patrīcija Eiduka Kitija Auziņa Baiba Bendika Samanta Krampe | Staffetta 4x5 km       | N.D.             | N.D.             | N.D.           | N.D.           | 1h01'20"6 | +7'39"6  | 17ª       |     |

Sprint
| Atleta                     | Evento           | Qualificazioni | Qualificazioni | Quarti di finale | Quarti di finale | Semifinali      | Semifinali      | Finale          | Finale          |
| Atleta                     | Evento           | Tempo          | Pos.           | Tempo            | Pos.             | Tempo           | Pos.            | Tempo           | Pos.            |
| -------------------------- | ---------------- | -------------- | -------------- | ---------------- | ---------------- | --------------- | --------------- | --------------- | --------------- |
| Kitija Auziņa              | Sprint           | 3'51"60        | 76ª            | Non qualificata  | Non qualificata  | Non qualificata | Non qualificata | Non qualificata | Non qualificata |
| Patrīcija Eiduka           | Sprint           | 3'24"32        | 32ª            | Non qualificata  | Non qualificata  | Non qualificata | Non qualificata | Non qualificata | Non qualificata |
| Samanta Krampe             | Sprint           | 3'46"66        | 73ª            | Non qualificata  | Non qualificata  | Non qualificata | Non qualificata | Non qualificata | Non qualificata |
| Estere Volfa               | Sprint           | 4'03"36        | 81ª            | Non qualificata  | Non qualificata  | Non qualificata | Non qualificata | Non qualificata | Non qualificata |
| Kitija Auziņa Estere Volfa | Sprint a squadre | N.D.           | N.D.           | N.D.             | N.D.             | 26'46"26        | 11ª             | Non qualificate | 21ª             |

## Short track
| Atleta            | Evento          | Batteria | Batteria | Quarto di finale | Quarto di finale | Semifinale      | Semifinale      | Finale          | Finale          |
| Atleta            | Evento          | Tempo    | Pos.     | Tempo            | Pos.             | Tempo           | Pos.            | Tempo           | Pos.            |
| ----------------- | --------------- | -------- | -------- | ---------------- | ---------------- | --------------- | --------------- | --------------- | --------------- |
| Roberts Krūzbergs | 500 m maschile  | 40"430   | 3º q     | 40"694           | 3º q             | 41"870          | 3º QB           | 41"465          | 4º              |
| Roberts Krūzbergs | 1000 m maschile | 1'23"979 | 3º       | Non qualificato  | Non qualificato  | Non qualificato | Non qualificato | Non qualificato | Non qualificato |
| Reinis Bērziņš    | 1500 m maschile | N.D.     | N.D.     | 2'15"371         | 5º ADV           | 2'14"714        | 3º QB           | 2'18"499        | 5º              |
| Roberts Krūzbergs | 1500 m maschile | N.D.     | N.D.     | 2'10"999         | 5º               | Non qualificato | Non qualificato | Non qualificato | Non qualificato |

## Skeleton
| Atleta         | Evento            | 1ª manche | 1ª manche | 2ª manche | 2ª manche | 3ª manche | 3ª manche | 4ª manche | 4ª manche | Totale  | Totale |
| Atleta         | Evento            | Tempo     | Pos.      | Tempo     | Pos.      | Tempo     | Pos.      | Tempo     | Pos.      | Tempo   | Pos.   |
| -------------- | ----------------- | --------- | --------- | --------- | --------- | --------- | --------- | --------- | --------- | ------- | ------ |
| Martins Dukurs | Singolo maschile  | 1'00"62   | 6º        | 1'00"62   | 3º        | 1'00"40   | 4º        | 1'01"12   | 13º       | 4'02"76 | 7º     |
| Tomass Dukurs  | Singolo maschile  | 1'00"76   | 8º        | 1'00"79   | 7º        | 1'00"74   | 10º       | 1'00"92   | 10º       | 4'03"21 | 9º     |
| Endija Tērauda | Singolo femminile | 1'02"98   | 20ª       | 1'03"15   | 19ª       | 1'02"65   | 18ª       | 1'02"79   | 17ª       | 4'11"57 | 20ª    |

## Slittino

### Uomini
| Atleta                     | Evento  | 1ª manche | 1ª manche | 2ª manche | 2ª manche | 3ª manche | 3ª manche | 4ª manche | 4ª manche | Totale   | Totale |
| Atleta                     | Evento  | Tempo     | Pos.      | Tempo     | Pos.      | Tempo     | Pos.      | Tempo     | Pos.      | Tempo    | Pos.   |
| -------------------------- | ------- | --------- | --------- | --------- | --------- | --------- | --------- | --------- | --------- | -------- | ------ |
| Kristers Aparjods          | Singolo | 57"364    | 4º        | 57"597    | 6º        | 57"399    | 4º        | 57"693    | 9º        | 3'50"053 | 5º     |
| Gints Bērziņš              | Singolo | 57"414    | 7º        | 57"709    | 7º        | 57"480    | 6º        | 57"570    | 7º        | 3'50"173 | 7º     |
| Artūrs Dārznieks           | Singolo | 58"166    | 17º       | 59"370    | 28º       | 57"932    | 12º       | 58"241    | 17º       | 3'53"709 | 18º    |
| Mārtiņš Bots Roberts Plūme | Doppio  | 58"628    | 5ª        | 58"791    | 5ª        | N.D.      | N.D.      | N.D.      | N.D.      | 1'57"419 | 4ª     |
| Andris Šics Juris Šics     | Doppio  | 58"703    | 6ª        | 58"734    | 4ª        | N.D.      | N.D.      | N.D.      | N.D.      | 1'57"437 | 5ª     |

### Donne
| Atleta            | Evento  | 1ª manche | 1ª manche | 2ª manche | 2ª manche | 3ª manche | 3ª manche | 4ª manche | 4ª manche | Totale   | Totale |
| Atleta            | Evento  | Tempo     | Pos.      | Tempo     | Pos.      | Tempo     | Pos.      | Tempo     | Pos.      | Tempo    | Pos.   |
| ----------------- | ------- | --------- | --------- | --------- | --------- | --------- | --------- | --------- | --------- | -------- | ------ |
| Kendija Aparjode  | Singolo | 59"107    | 13ª       | 59"020    | 7ª        | 58"928    | 15ª       | 59"084    | 12ª       | 3'56"139 | 11ª    |
| Elīza Tīruma      | Singolo | 58"956    | 8ª        | 58"849    | 6ª        | 58"865    | 11ª       | 58"771    | 8ª        | 3'55"441 | 8ª     |
| Elīna Ieva Vītola | Singolo | 59"025    | 12ª       | 59"140    | 14ª       | 59"029    | 17ª       | 1'00"957  | 18ª       | 3'58"151 | 18ª    |

### Misto
| Atleta                                                    | Evento         | Donna    | Donna | Uomo     | Uomo | Doppio   | Doppio | Totale   | Totale |
| Atleta                                                    | Evento         | Tempo    | Pos.  | Tempo    | Pos. | Tempo    | Pos.   | Tempo    | Pos.   |
| --------------------------------------------------------- | -------------- | -------- | ----- | -------- | ---- | -------- | ------ | -------- | ------ |
| Elīza Tīruma Kristers Aparjods Mārtiņš Bots Roberts Plūme | Gara a squadre | 1'00"578 | 5ª    | 1'01"451 | 3º   | 1'02"325 | 5ª     | 3'04"354 |        |